# NGC 6679
NGC 6679 (również IC 4763, PGC 62026 lub UGC 11288) – zwarta galaktyka znajdująca się w gwiazdozbiorze Smoka.
Odkrył ją Lewis A. Swift 25 października 1885 roku. John Dreyer w swoim New General Catalogue skatalogował ją pod numerem NGC 6679. Identyfikacja obiektu NGC 6679, jak i sąsiedniego NGC 6677, również odkrytego przez Swifta, jest niepewna. Przyczyną tego jest niedokładność pozycji podanych przez odkrywcę oraz dyskusyjna interpretacja przez Dreyera trzech dokonanych przez Swifta obserwacji obiektów w tej okolicy. W rezultacie niektóre katalogi identyfikują te dwie galaktyki odwrotnie, w innych (np. w serwisie SEDS) jako NGC 6679 skatalogowano inne okoliczne galaktyki.